# Sven Roos
Sven Roos (23 januari 2002) is een Nederlands voetballer die als middenvelder voor FC Den Bosch speelde.

## Carrière
Sven Roos speelde in de jeugd van Emplina, Brabant United en FC Den Bosch. Op 12 mei 2021 maakte hij voor de eerste keer deel uit van de eerste selectie van Den Bosch, in de met 3-1 verloren uitwedstrijd tegen MVV Maastricht. Hij debuteerde twee seizoenen later. Dit gebeurde in de met 3-1 verloren uitwedstrijd tegen Jong AZ op 17 februari 2023. Hij kwam in de 83e minuut in het veld voor Gedion Zelalem. Nadat hij in 2023 geen contract kreeg aangeboden, vertrok hij naar HVCH.

### Statistieken
| Seizoen                       | Club           | Land           | Competitie     | Competitie | Competitie | Beker | Beker | Totaal | Totaal |
| Seizoen                       | Club           | Land           | Competitie     | Wed.       | Dlp.       | Wed.  | Dlp.  | Wed.   | Dlp.   |
| ----------------------------- | -------------- | -------------- | -------------- | ---------- | ---------- | ----- | ----- | ------ | ------ |
| 2020/21                       | FC Den Bosch   | Nederland      | Eerste divisie | 0          | 0          | 0     | 0     | 0      | 0      |
| 2021/22                       | FC Den Bosch   | Nederland      | Eerste divisie | 0          | 0          | 0     | 0     | 0      | 0      |
| 2022/23                       | FC Den Bosch   | Nederland      | Eerste divisie | 1          | 0          | 0     | 0     | 1      | 0      |
| Carrièretotaal                | Carrièretotaal | Carrièretotaal | Carrièretotaal | 1          | 0          | 0     | 0     | 1      | 0      |
| Bijgewerkt op 7 augustus 2023 |                |                |                |            |            |       |       |        |        |